# Spoorlijn Saint-Roch - Darnétal-Bifurcation
De Spoorlijn Saint-Roch - Darnétal-Bifurcation is een Franse spoorlijn van Amiens naar Rouen. De lijn is 116,6 km lang en heeft als lijnnummer 321 000.

## Geschiedenis
Het lijn werd aangelegd door de Compagnie des chemins de fer de l'Ouest en geopend op 18 april 1867. In 1935 werd het personenvervoer tussen de aansluiting Darnétal en Rouen-Martainville opgeheven, alle reizigerstreinen gingen vanaf dat moment naar station Rouen-Rive-Droite. In 1981 werd dit deel van de lijn ook gesloten voor goederenvervoer na de aanleg van het raccordement van Rouen-Martainville.

## Treindiensten
De SNCF verzorgt het personenvervoer op dit traject met TER treinen.
| Serie | Treinsoort | Route                                                                             | Bijzonderheden |
| ----- | ---------- | --------------------------------------------------------------------------------- | -------------- |
| K 45  | TER (SNCF) | Lille-Flandres – Douai – Arras – Albert – Amiens – Saint-Roch – Rouen-Rive-Droite |                |
| P 45  | TER (SNCF) | Amiens – Saint-Roch – Rouen-Rive-Droite                                           |                |

## Aansluitingen
In de volgende plaatsen is of was er een aansluiting op de volgende spoorlijnen:
Saint-Roch
RFN 305 000, spoorlijn tussen Saint-Roch en Frévent
RFN 311 000, spoorlijn tussen Longueau en Boulogne-Ville
Vers
RFN 320 000, spoorlijn tussen Saint-Omer-en-Chaussée en Vers
Romescamps
lijn tussen Feuquières en Ponthoile
Abancourt
RFN 325 000, spoorlijn tussen Épinay-Villetaneuse en Le Tréport-Mers
Serqueux
RFN 330 000, spoorlijn tussen Saint-Denis en Dieppe
RFN 344 000, spoorlijn tussen Charleval en Serqueux
RFN 345 300, raccordement van Serqueux-Sud
Montérolier-Buchy
RFN 349 000 tussen Montérolier-Buchy en Saint-Saëns
RFN 354 000, spoorlijn tussen Montérolier-Buchy en Motteville
Darnétal
RFN 368 300, raccordement tussen Sotteville en Darnétal
RFN 368 301, raccordement tussen Darnétal en Rouen-Rive-Droite
Rouen-Martainville
RFN 340 311, raccordement van Rouen-Martainville

## Elektrische tractie
De lijn werd in 1984 geëlektrificeerd met een spanning van 25.000 volt 50 Hz. 

## Galerij

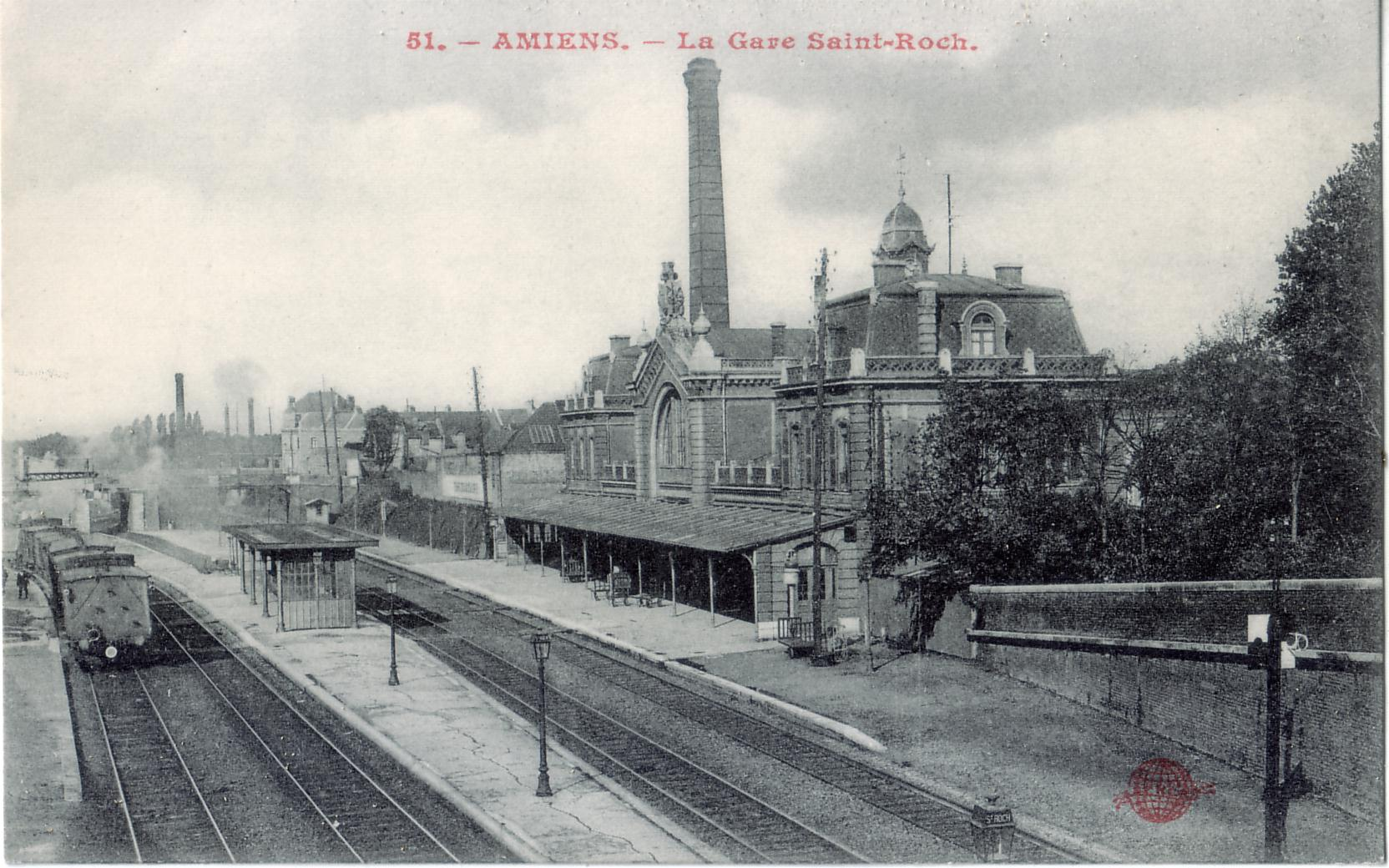
Station Saint-Roch begin 20e eeuw
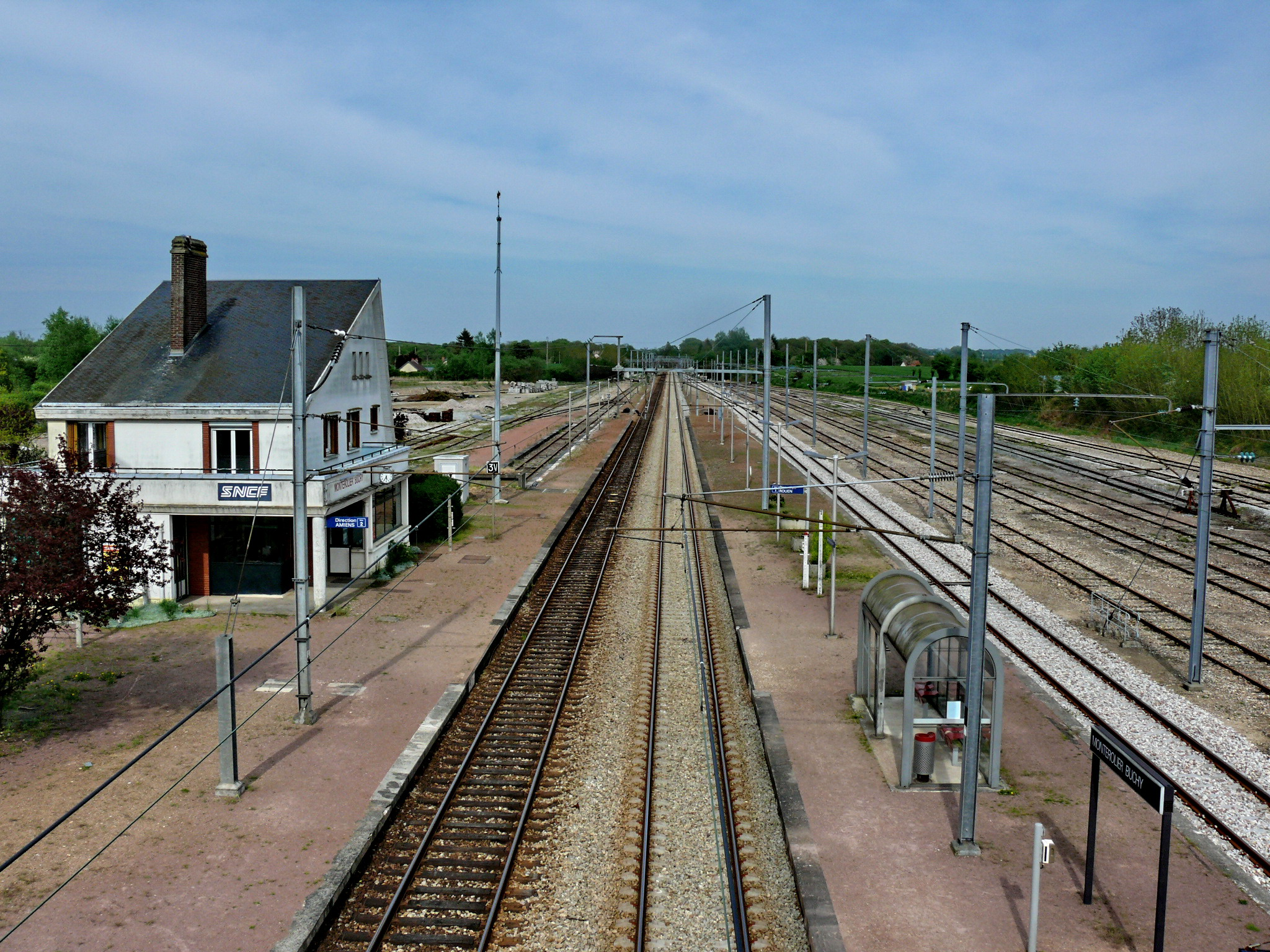
Station Montérolier-Buchy in 2008
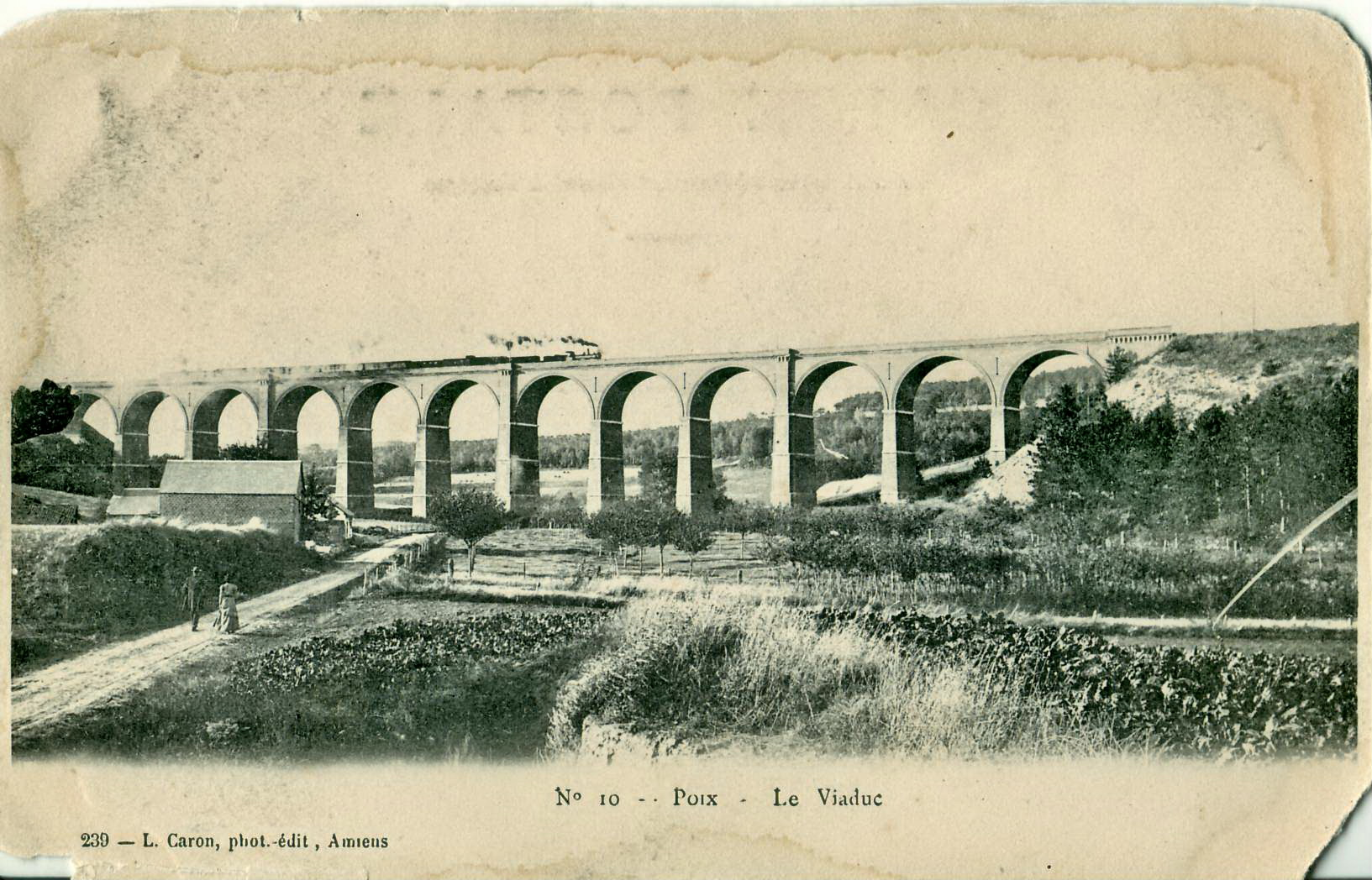
Viaduct van Poix-de-Picardie
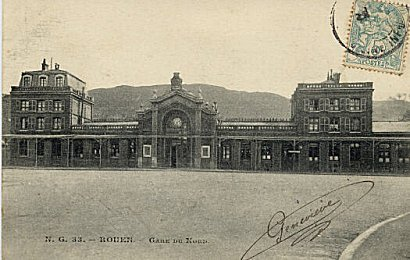
Station Rouen-Martainville